# اعتلال خثري استهلاكي
اعتلال خثري استهلاكي (بالإنجليزية consumption coagulopathy) هو اضطراب يسبب استهلاك سريع لصفيحات الدم، مما يؤدي إلى اطالة زمن الثرومبوبلاستين، وزمنه الجزئي) . الاعتلال الخثري الاستهلاكي، يقوم بتحفيز انحلال الفيبرين مما يؤدي إلى إنتاج أنواع فبرينية مشتقة.

## السبب
سبب اعتلال خثري استهلاكي غير معروف بوجه الدقة، ولكن من الأسباب التي تؤدي إلى هذا الاضطراب  يمكن أن تكون بسبب العدوى البكتيرية الحادة (الإنتان)، أو بسبب الحروق الواسعة النطاق، أو الرضوح، أو الجنين الميت النقيلي، أو بعض أشكال ابيظاض الدم،

## الاعراض
يتميز بالنزيف الحاد، والتكدم. ويسمى أيضاً بالتخثر المنتثر داخل الاوعية.